# Isabel Moctezuma
Isabel Moctezuma (... – 1550 o 1551) fu una figlia del tlatoani azteco Montezuma.

## Biografia
Dopo la conquista spagnola, doña Isabel fu riconosciuta come legittima erede di Montezuma, divenendo quindi una dei tre soli indiani a vedersi riconoscere una encomienda (gli altri furono la sorella Leonor Moctezuma e Juan Sánchez, governatore dell'Oaxaca).

### Conversione al Cattolicesimo
Chiamata Tecuichpo(ch)tzin ("figlia del signore") in lingua nahuatl, doña Isabel fu battezzata con il nome spagnolo in seguito alla conversione al Cattolicesimo. Doña Isabel fece generose elemosine agli Agostiniani, al punto che le fu chiesto di fermarsi.

### Matrimonio e figli
Da giovane donna, Doña Isabel fu promessa sposa allo zio Cuitláhuac, ed in seguito al cugino Cuauhtémoc. Dopo la morte del primo per vaiolo e l'esecuzione del secondo per mano di Hernán Cortés nel 1525, fu brevemente sposata con un membro dell'originale spedizione di Cortes, Alonso de Grado, il quale morì nel 1528. Cortés concesse ad Isabel la encomienda di Tacuba in occasione del suo matrimonio. In seguito sposò Pedro Gallego, da cui ebbe un figlio, Juan de Andrade Moctezuma. Gallego morì attorno al 1531, e lei sposò Juan Cano de Saavedra, da cui ebbe tre figli e due figlie. Durante il matrimonio ebbe un'ulteriore figlia illegittima, chiamata Leonor, da Cortés. Secondo Bernal Díaz del Castillo, Isabel era "una donna abbastanza attraente per essere un'indiana".

### Morte
Doña Isabel morì nel 1550 o nel 1551. L'eredità dell'encomienda fu contesa dal vedovo, Juan Cano, da Juan de Andrade, il primogenito del precedente matrimonio, e da Diego Arias de Sotelo, genero di doña Leonor Moctezuma. Il risultato fu che la pretesa di Arias de Sotelo venne rifiutata, e che Tacuba venne divisa tra Cano e Andrade.

## Isabel nella letteratura
Il personaggio di Isabel ha ispirato un romanzo, intitolato proprio Isabel Moctezuma, scritto da Eugenio Aguirre nel 2008.